# مسجد رجب پاشا
مسجد رجب پاشا به دستور والی ایروان، رجب پاشا در داخل قلعه ایروان به سال ۱۷۲۵ ساخته شد. این مسجد دارای شکل موازی منظم و گنبد کروی بود و با تزئینات هندسی به سبک شرقی تزئین شده و تنها مسجد سنی در ایروان بود.
پس از نبرد یغوارد تا ۱۸۲۷ این مسجد به دست ایرانیان افتاد ولی به کلی توسط فرماندار قاجار نادیده گرفته‌شده و به عنوان انبار از آن استفاده می‌شد. پس از تصرف ایروان به دست روس‌ها ماه و ستارهٔ روی گنبد مسجد را برداشته و به جای آن، صلیب و ناقوس کلیسا آویزان کردند و آن را به کلیسای ارتدکس روسی تغییر کاربری دادند. بعداً، ساختار بیرونی آن نیز تغییر کرد به شکلی که ستون‌های استوانه‌ای به سبک معماری رومی به بنا اضافه گردید و سقف آن به شکل بنای مسیحی پوشانده شد.
در چارچوب بی‌خدایی دولتی که در دهه ۱۹۳۰ در شوروی به راه افتاده بود این بنا که تبدیل به یک کلیسای ارتدوکس شده بود، به کلی از بین برده شد.

## نقاشی فرانتس روبو

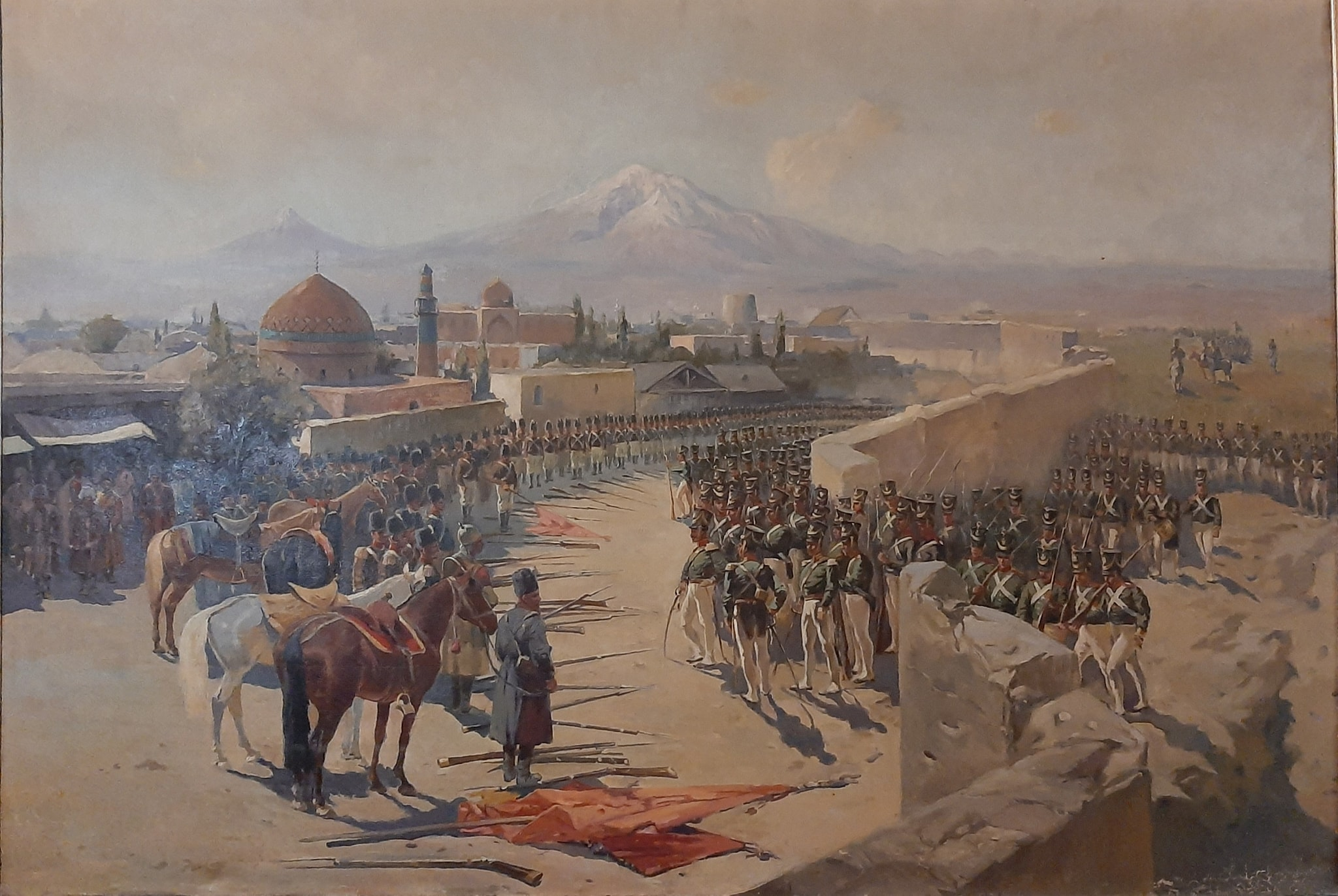
نقاشی فرانتس روبو، نیروهای روس به فرماندهی ایوان پاسکویچ در حال فتح قلعه ایروان

فرانتس روبو در یکی از نقاشی‌های خود تسخیر قلعه ایروان این مسجد را به تصویر کشیده‌است. مسجد رجب پاشا و مناره آن را در جلو و مسجد سردار نزدیک کاخ خان را در پس زمینه به تصویر کشیده‌است.